# Andersen
Andersen je dansko-norveško prezime. U prijevodu znači "Andersov (Andrijin)sin". Samo ime Anders je izvedeno iz grčkog Ανδρέας/Andreas.
Iz istog imena Anders su izvedene i varijacije prezimena Andreasen  (srodno Andreassen) te Andresen .
Broj ljudi s prezimenima Andersen, Andrease, Andreassen, Andresen.
|          | Andersen | Andreasen | Andreassen | Andresen | source              |
| -------- | -------- | --------- | ---------- | -------- | ------------------- |
| Danska   | 165.871  | 12.013    | 2.430      | 4.508    | Danske statistike   |
| Norveška | 38.433   | 103       | 12.376     | 6.581    | Norveške statistike |

## Poznati Anderseni
- Hans Christian Andersen-danski pisac
- David Andersen-australski košarkaš
- Greta Andersen